# Barbara Friebertshäuser
Barbara Friebertshäuser (* 1957) ist eine deutsche Erziehungswissenschaftlerin.

## Leben
Von 1979 bis 1985 studierte Barbara Friebertshäuser Erziehungswissenschaft, Soziologie und Psychologie an der Philipps-Universität Marburg. Für ihre Dissertation zum Thema: Übergangsphase Studienbeginn. Eine Feldstudie über Riten der Initiation in eine studentische Fachkultur wurde ihr an der Universität Siegen 1992 der Dr. phil verliehen. 2001 habilitierte sich Friebertshäuser in Erziehungswissenschaft an der Otto-von-Guericke-Universität Magdeburg. Nach einem Ruf auf eine Professur an der Universität Vechta im Jahr 2001 ist sie seit 2002 Professorin für Allgemeine Erziehungswissenschaft an der Johann Wolfgang Goethe-Universität Frankfurt/M. Seit 2023 ist Barbara Friebertshäuser im Ruhestand.

## Forschungsschwerpunkte
Barbara Friebertshäuser widmet sich folgenden Forschungsschwerpunkten:
- Qualitative Forschungsmethoden
- Ethnographische Feldforschung
- Geschlechterforschung
- Statuspassagen und Rituale im menschlichen Lebenslauf
- Jugendforschung; Schul- und Hochschulforschung

## Veröffentlichungen (Auswahl)
- Bauer, Petra / Birgit Becker / Barbara Friebertshäuser / Christiane Hof (Hg.) 2022: Diskurse – Institutionen – Individuen. Neue Perspektiven in der Übergangsforschung. Band 3 der Reihe Doing Transitions. Verlag Barbara Budrich.
- Sophia Richter und Barbara Friebertshäuser (Hg.) 2019: Studieren – Forschen – Praxis. Erziehungswissenschaftliche Erkundungen im Feld universitären Lebens. Reihe: Frankfurter Beiträge zur Erziehungswissenschaft, Goethe-Universität Frankfurt/M. Books on Demand
- Friebertshäuser, Barbara / Sabine Seichter (Hg.) 2013: Qualitative Forschungsmethoden in der Erziehungswissenschaft – eine praxisorientierte Einführung. Weinheim u. München. Beltz/Juventa-Verlag.
- Egloff, Birte / Barbara Friebertshäuser / Gabriele Weigand (Hg.) 2013: Interkulturelle Momente in Biographien – Spurensuche im Kontext des Deutsch-Französischen Jugendwerks. Schriftenreihe Deutsch-französisches Jugendwerk. Münster u. a., Waxmann Verlag.
- Friebertshäuser, Barbara / Helga Kelle, Heike Boller, Sabine Bollig, Christina Huf, Antje Langer, Marion Ott, Sophia Richter (Hg.) 2012: Feld und Theorie. Herausforderungen erziehungswissenschaftlicher Ethnographie. Opladen, Berlin, Toronto, Verlag Barbara Budrich.
- Langer, Antje / Sophia Richter / Barbara Friebertshäuser (Hg.) 2010: (An)Passungen. Körperlichkeit und Beziehungen in der Schule – ethnographische Studien. Hohengehren: Schneider Verlag.
- Friebertshäuser, Barbara / Markus Rieger-Ladich / Lothar Wigger (Hg.) 2009: Reflexive Erziehungswissenschaft. Forschungsperspektiven im Anschluss an Pierre Bourdieu. Wiesbaden: VS-Verlag. 2., durchgesehene und erweiterte Auflage.
- Friebertshäuser, Barbara / Heide von Felden / Burkhard Schäffer (Hg.) 2007: Bild und Text. Methoden und Methodologien visueller Sozialforschung in der Erziehungswissenschaft. Leverkusen: Barbara Budrich Verlag.
- Ecarius, Jutta / Barbara Friebertshäuser (Hg.) 2005: Literalität, Bildung und Biographie. Perspektiven erziehungswissenschaftlicher Biographieforschung. Leverkusen: Barbara Budrich Verlag.
- Friebertshäuser, Barbara 2001: Fremde Lebenswelten verstehen – Ethnographische Feldforschung und Kulturanalysen in der Erziehungswissenschaft. Universität Magdeburg. (Habilitationsschrift)
- Fischer, Dietlind / Barbara Friebertshäuser / Elke Kleinau (Hg.) 1999: Neues Lehren und Lernen an der Hochschule. Einblicke und Ausblicke. Weinheim: Beltz Deutscher Studienverlag.
- Friebertshäuser, Barbara / Gisela Jakob / Renate Klees-Möller (Hg.) 1997: Sozialpädagogik im Blick der Frauenforschung. Reihe: „Einführungen in pädagogische Frauenforschung“ der Kommission Frauenforschung in der Deutschen Gesellschaft für Erziehungswissenschaft. Weinheim: Beltz-Deutscher Studienverlag.
- Friebertshäuser, Barbara 1992: Übergangsphase Studienbeginn. Eine Feldstudie über Riten der Initiation in eine studentische Fachkultur. Weinheim und München: Juventa Verlag.
- Engler, Steffani / Barbara Friebertshäuser / Jürgen Zinnecker 1984: Chicago-Mädchen, ein Gruppenporträt. Die kulturellen Praxen von Mädchen in einer männlich geprägten Jugendsubkultur. Marburg: Symon und Wagner.